# Webs.com
Webs.com (tidigare Freewebs) är ett företag som erbjuder gratis webbhosting, där man kan registrera sig och skapa en egen sajt. Företaget grundades 2001 av Haroon Mokhtarzada och hans bror, Zeki Mokhtarzada. Webs.com har 12 miljoner medlemmar och är världens 337:e mest besökta webbplats enligt Alexa. Piczo, MySpace och .tk tillhör Webs.com:s konkurrenter.
Företaget erbjuder dels en grundtjänst som är gratis, dels en premiumtjänst som ger mer lagringsutrymme, utökat antal webbsidor samt fler tjänster. Man kan bygga sin sajt med ren HTML-kodning eller använda ett internt WYSIWYG-redigeringsprogram, som erbjuder finesser som färdigformgivna sidor och en mängd färdiga mallar. Skriptspråk som ASP och PHP kan inte användas på sajten.
Webs.com tjänar pengar på reklam, varför majoriteten av medlemmarnas sajter innehåller reklammeddelanden.